# Coundon (West Midlands)
Coundon – dzielnica miasta Coventry, w Anglii, w hrabstwie West Midlands, w dystrykcie Coventry. Leży 3,6 km od centrum miasta Coventry, 25,1 km od miasta Birmingham i 142,4 km od Londynu. W 1931 roku civil parish liczyła 364 mieszkańców. Coundon jest wspomniana w Domesday Book (1086) jako Condelme/Condone.